# ゲオルク・ヴィルヘルム・フォン・ヘッセン＝ダルムシュタット
ゲオルク・ヴィルヘルム・フォン・ヘッセン＝ダルムシュタット（Georg Wilhelm von Hessen-Darmstadt, 1722年7月11日 - 1782年6月21日）は、ドイツのヘッセン＝ダルムシュタット方伯家の侯子、軍人。

## 生涯
ヘッセン＝ダルムシュタット方伯ルートヴィヒ8世と、その妻でハーナウ＝リヒテンベルク伯ヨハン・ラインハルト3世の一人娘で女子相続人であるシャルロッテの間の次男として生まれた。
1738年より死ぬまでオーバーライン・クライス軍のヘッセン＝ダルムシュタット連隊（Hessen-Darmstädtisches Kreisregiment）に軍人として仕え、最終的には騎兵大将（Generals der Kavallerie）となった。同時に、ブランデンブルク＝プロイセン軍の連隊長の地位をも与えられていた。父や兄ルートヴィヒ9世に軍事の専門家として重んじられ、クライス連隊の駐屯地であるピルマゼンスの要塞化を進めた。
1748年3月6日、ライニンゲン＝ダークスブルク＝ファルケンブルク伯クリスティアン・カール・ラインハルトの長女で相続人のルイーゼと結婚した。この結婚を通じて、ゲオルク・ヴィルヘルムはベルク公国内のブロイヒ荘園（Herrschaft Broich）、オーバーシュタイン（Oberstein）、アスプレモント（Aspermont）、ブルーゲル（Burgel）、ライポルツキルヒェン（Reipolzkirchen）の領主となった。
1764年、ゲオルク・ヴィルヘルムを兄で世継ぎのルートヴィヒ9世よりも可愛がっていた父ルートヴィヒ8世は、ダルムシュタットの旧宮殿（Alte Palais in Darmstadt）とその付属庭園をゲオルク・ヴィルヘルムに贈与した。このためルートヴィヒ9世は、ピルマゼンスで暮らすことを余儀なくされた。

## 子女
- ルートヴィヒ・ゲオルク・カール（1749年 - 1823年）
- ゲオルク・フリードリヒ（1750年）
- フリーデリケ・カロリーネ・ルイーゼ（1752年 - 1782年） - 1768年、メクレンブルク＝シュトレーリッツ大公カール2世と結婚
- ゲオルク・カール（1754年 - 1830年）
- シャルロッテ・ヴィルヘルミーネ・クリスティーネ・マリー（1755年 - 1785年） - 1784年、メクレンブルク＝シュトレーリッツ大公カール2世（姉の寡夫）と結婚
- カール・ヴィルヘルム・ゲオルク（1757年 - 1797年）
- フリードリヒ・ゲオルク・アウグスト（1759年 - 1808年）
- ルイーゼ・ヘンリエッテ・カロリーネ（1761年 - 1829年） - 1777年、ヘッセン大公ルートヴィヒ1世と結婚
- マリー・アウグステ・ヴィルヘルミーネ（1765年 - 1796年） - 1785年、バイエルン王マクシミリアン1世と結婚